# ジシス・ヴリーザス
ジシス・ヴリーザス（ギリシア語: Ζήσης Βρύζας、1973年11月9日 - ）は、ギリシャの元サッカー選手、サッカー指導者。元ギリシャ代表。選手時代のポジションはFW。

## クラブ歴
アポロン・フリソホリウの下部組織からクサンティFCに移りサッカー選手となった。
1996年にPAOKテッサロニキに移籍。UEFAカップ 1997-98ではアーセナルFCから得点を奪った事によって2戦合計で2-1として撃破する快挙を成し遂げた。
2000年にPAOKは積み重なる経営の失敗により、セリエAのペルージャ・カルチョに彼を売却した。セルセ・コスミ監督の下、コンスタントに出場した。
2003年にセリエBのACFフィオレンティーナに移籍。ペルージャは2003-04シーズンのセリエA降格プレーオフでフィオレンティーナと当たり、フィオレンティーナがこれに勝利したため、彼個人としては1シーズンでセリエA復帰を果たした。しかし翌シーズンにはセグンダ・ディビシオンのセルタ・デ・ビーゴに買取オプションつきの期限付き移籍をした。
2006年1月に半年の契約でセリエBのトリノFCに加入した。
同年夏にクサンティFCに10年ぶりに復帰。翌年、自身にとっての「心のクラブ」であるPAOKに7年ぶりに復帰し2年契約で加入した。尤も、前に所属していた時を知るチームメイトはテオドロス・ザゴラキスしかいなかった。この移籍については彼にとっては感情的な選択であり、キャリアの終止符は子供の頃から応援していたクラブで終えたいとの考えでの加入であった。現役最後の試合は2008年1月6日に行われたホームゲームで、ラザロス・フリストドゥロプーロスの得点での1-0の勝利であった。フリストドゥロプーロスはベンチに座る彼にその得点を捧げ、82分に両者が交代し彼は最後のピッチに立った。サポーターはスタンディングオベーションで彼を迎え、試合が終了するまで彼の名前を歌い続けた。

## 代表歴
1994年10月に行われたUEFA EURO '96予選のフィンランド代表戦で代表初出場。翌年1月のキプロス代表戦で代表初得点を記録した。
代表での活躍としてはUEFA EURO 2004ではグループステージでロシア代表戦でチップキックでキーパーの頭上にボールを蹴り込み得点を決めた事があげられる。この試合自体は2-1で敗北したものの、この得点によってスペイン代表と得失点差で並び、得点数の差によってギリシャ代表は準々決勝に進出、そして同大会を優勝した。そしてその結果出場権を得たFIFAコンフェデレーションズカップ2005のメンバーにも選出された。

## プレースタイル
スコアラーとしては物足りない部分もあったものの、相手ディフェンダーと常に駆け引きを繰り返すその姿勢でチャンスとスペースを味方に与えた他、空中戦の強さとパスの巧さでチームに貢献した。

## 選手引退後
2008年1月8日にPAOKのテクニカルディレクターに就任。この時の会長は2回のPAOK在籍時にともにチームメイトであったテオドロス・ザゴラキスであった。初仕事としてパブロ・コントレラス、ズラタン・ムスリモヴィッチ、ヴィエイリーニャ、リノ、パブロ・ガルシアを獲得した。またラザロス・フリストドゥロプーロスとフリストス・メリッシスをパナシナイコスFCに売却し430万ユーロ、ダニエル・フェルナンデスをVfLボーフムに売却し110万ユーロを得た。
2009年10月9日にはテオドロス・ザゴラキスが個人の事情で退任したため、PAOKの会長となった。2010年8月11日に会長を辞任し再びテクニカルディレクターに戻った。同月16日にはフェルナンド・サントスがPAOKの監督からギリシャ代表監督になったため、彼のアシスタントコーチも兼任で務めた。この頃のPAOKもまた破産の瀬戸際であり、借金のためにギリシャサッカー連盟によって強制的に降格する道も見えてきた所であったため、ヨルゴス・ドニス監督の下、低予算のチームを編成して何とか凌ごうとした。
2012年にPAOKの会長に復帰するとすぐに大富豪のイヴァン・サーヴィディにクラブを売却、破産の危機を救った。そして2014年に三度テクニカルディレクターに戻った。
2015年2月18日、アトロミトスFCに大敗した事を受けて、サーヴィディにテクニカルディレクターの座を下された。これはPAOK公式には何も発表がなかったが、退任の手続きが行われた事によって明らかになった。
同年5月7日、ヴェリアFCのテクニカルディレクターに就任した
。2016年7月4日に退任。
2016年12月9日、ギリシャサッカー連盟臨時執行委員会は、彼をキペロ・エラーダスを始めとする大会の理事会の最高責任者として雇用した。2018年11月7日に契約を終えた。